# مانفريد مان (فريق روك)
مانفريد مان (بالإنجليزية: Manfred Mann)‏ فريق روك بريطاني تشكل في لندن واستمر من عام 1962 إلى عام 1969. أطلق على الفريق اسم عزف لوحات المفاتيح (الكيبورد) مانفريد مان، الذي قاد الفريق خلال فترة السبعينات الناجحة تحت أسم «مانفريد مان ايرث باند». كان للفريق مغنيان رئيسيان مختلفان، بول جونز من عام 1962 إلى عام 1966، ومايك دابو من عام 1966 إلى عام 1969. كان الفريق موجود بانتظام على قوائم المملكة المتحدة في الستينيات.

## ثلاثة من أنجح أغاني الفريق
- دو واه ديدي ديدي (1964) Do Wah Diddy Diddy[3]
- بريتي فلامينجو (1966) Pretty Flamingo[4]
- مايتي كوين (1968) Mighty Quinn[5]

تصدرت هذه الأغاني قوائم الأغاني الفردية في المملكة المتحدة.
كانت أغنية فريق مانفريد مان "5-4-3-2-1" عام 1964 هي الأغنية الرئيسية للبرنامج التلفزيوني لموسيقى البوب «جاهز استعد ابدأ Ready Steady Go».
كان الفريق هو أول فريق مقره جنوب إنجلترا يتصدر قائمة الهوت بيلبورد الأمريكية خلال فترة الغزو البريطاني British invasion.

## أعضاء الفريق
- مانفريد مان: لوحات المفاتيح (كيبورد) (1962-1969)
- مايك هوج: طبول، وتريات، لوحات المفاتيح (1962-1969)
- بول جونز: غناء، هارمونيكا (1962-1966)
- مايك فيكرز: جيتار، ألتو ساكس، فلوت (1962-1965)
- ديف ريتشموند: جيتار باس (1962-1964)
- توم ماكجينيس: جيتار باس (1964-1965)، جيتار (1965-1969)
- جاك بروس: جيتار باس (1965-1966؛ توفي 2014)
- كلاوس فورمان: جيتار باس (1966-1969)
- مايك دابو: غناء ولوحات المفاتيح (1966-1969)[9][10]

## نهاية الفريق
في يونيو 1968، حدث جدال حول الأغنية المنفردة للفريق «أسمي جاك My Name is Jack» وهي أغنية أنتجها وكتب كلماتها لفريق مانفريد مان المنتج الأمريكي جون سايمون. صعدت الأغنية إلى المركز الثامن بالمملكة المتحدة، لكن شركة ميركوري للتسجيلات Mercury Records الأمريكية اعترضت على الكلمات والتلميحات إلى «هايت آشبري Haight-Ashbury» وهي منطقة أمريكية معروفة بتجارة المخدرات، مما دعى إلى تأخير إصدار الأغنية في الأسواق الأمريكية حتى يتم إعادة تسجيل الاسم المخالف باسم «سوبرمان»؛ ومع ذلك، احتفظت النسخة الفردية في المملكة المتحدة بالنسخة الأصلية. إصدارهم في ديسمبر 1968، «فوكس أون ذا رن Fox on the Run»، وصل إلى رقم 5 في المملكة المتحدة.
شعر مانفريد مان بالإحباط من القيود والصورة التي يُنظر إليها على أنه وفريقه، مجرد فرقة فردية ناجحة (فشل آخر ألبومين لهم على القوائم)، تفككت المجموعة في عام 1969.
عاد فريق مانفريد مان لفترة وجيزة في يونيو 1983، لظهوره في نادي «ماركي Marquee Club» في لندن للمساعدة في الاحتفال بالذكرى السنوية الخامسة والعشرين للنادي.

## وصلات خارجية
- مانفريد مان (فريق روك)
- مانفريد مان (فريق روك)
- Mike D'Abo Interview
- مانفريد مان (فريق روك)